# Miguel Maria Maximiliano de Bragança

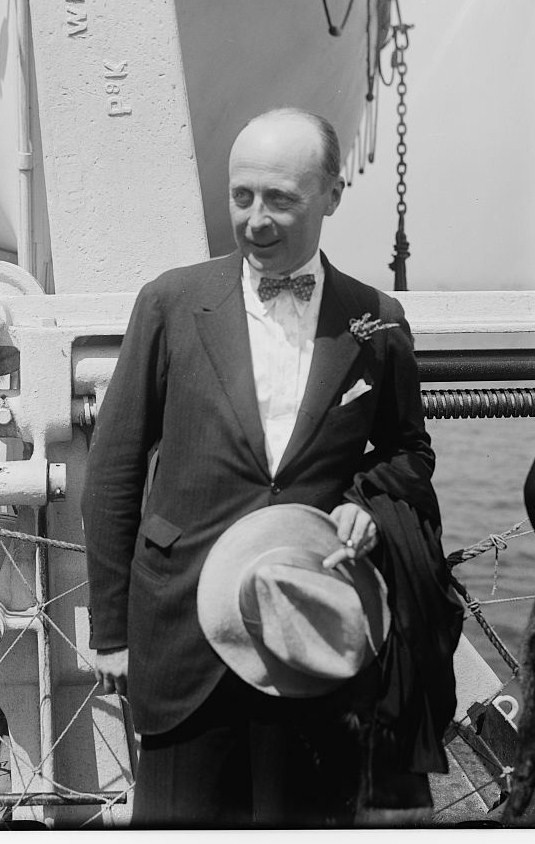
Miguel Maria Maximiliano

Miguel Maria Maximiliano de Bragança (22 septembrie 1878 – 21 februarie 1923) a fost membru al ramurei exilate a Casei de Bragança.

## Biografie

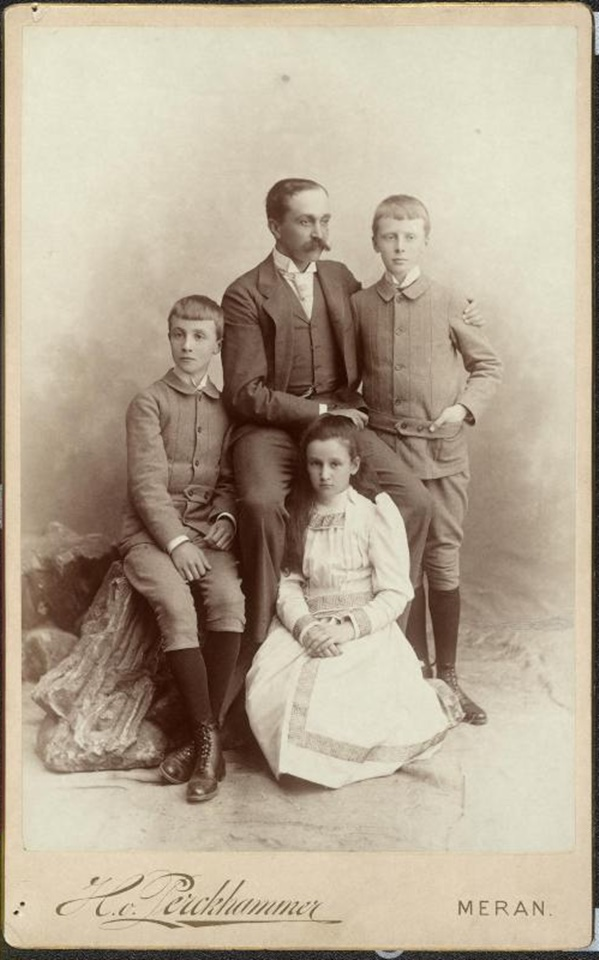
Prințul Miguel (dreapta) împreună cu tatăl său Miguel Januário, fratele său Francis Joseph și sora sa Maria Theresia.

Miguel s-a născut la Reichenau an der Rax, Austro-Ungaria ca fiul cel mare și moștenitor al pretendentului miguelist la tronul Portugaliei, Miguel Januário de Bragança și a primei lui soții, Elisabeta de Thurn și Taxis. Tatăl Miguel Januário a fost șeful casei regale portugheze care era exilate. Exilul a fost rezultatul legii portugheze de exil din 1834 și constituția din 1838, prin care s-a spus că în 1828 bunicul său Miguel I al Portugaliei a uzurpat tronul Portugaliei de la nepoata sa, regina Maria a II-a. Bunicul lui a domnit ca rege până în 1834 când Maria a II-a a fost restaurată. Copiii au fost numiți Prinț și Prințesă până în 1920 când căsătoria Prințului Miguel a fost declarată non dinastică.
Ca și tatăl său, Miguel a urmat o carieră în armată și a servit într-un regiment de cavalerie saxon. La 16 septembrie 1900 Miguel se întorcea înapoi în oraș după ce a participat la o cina la o casă de la țară, când roțile trăsurii sale s-au prins de roțile trăsurii Prințului Albert de Saxonia, fiul Prințului George și nepotul regelui Albert al Saxoniei care domnea. Coliziunea a fost atât de mare, trăsura Prințului Albert s-a răsturnat în șanț iar Prințul a murit câteva ore mai târziu. Pentru că nu s-a putut stabili dacă a fost un accident sau intenționat, Miguel a scăpat de curtea marțială însă a fost forțat să renunțe la comisionul său în armată și să părăsească țara.
Un an mai târziu, el a provocat și mai multe controverse atunci când s-a descoperit că în timp ce regele Carlos I al Portugaliei era în vizită în Marea Britanie, Miguel a intrat Portugalia cu scopul de a ajuta o revoltă împotriva regelui. După ce acest lucru a fost descoperit, el a devenit efectiv un paria social.

### Căsătorie

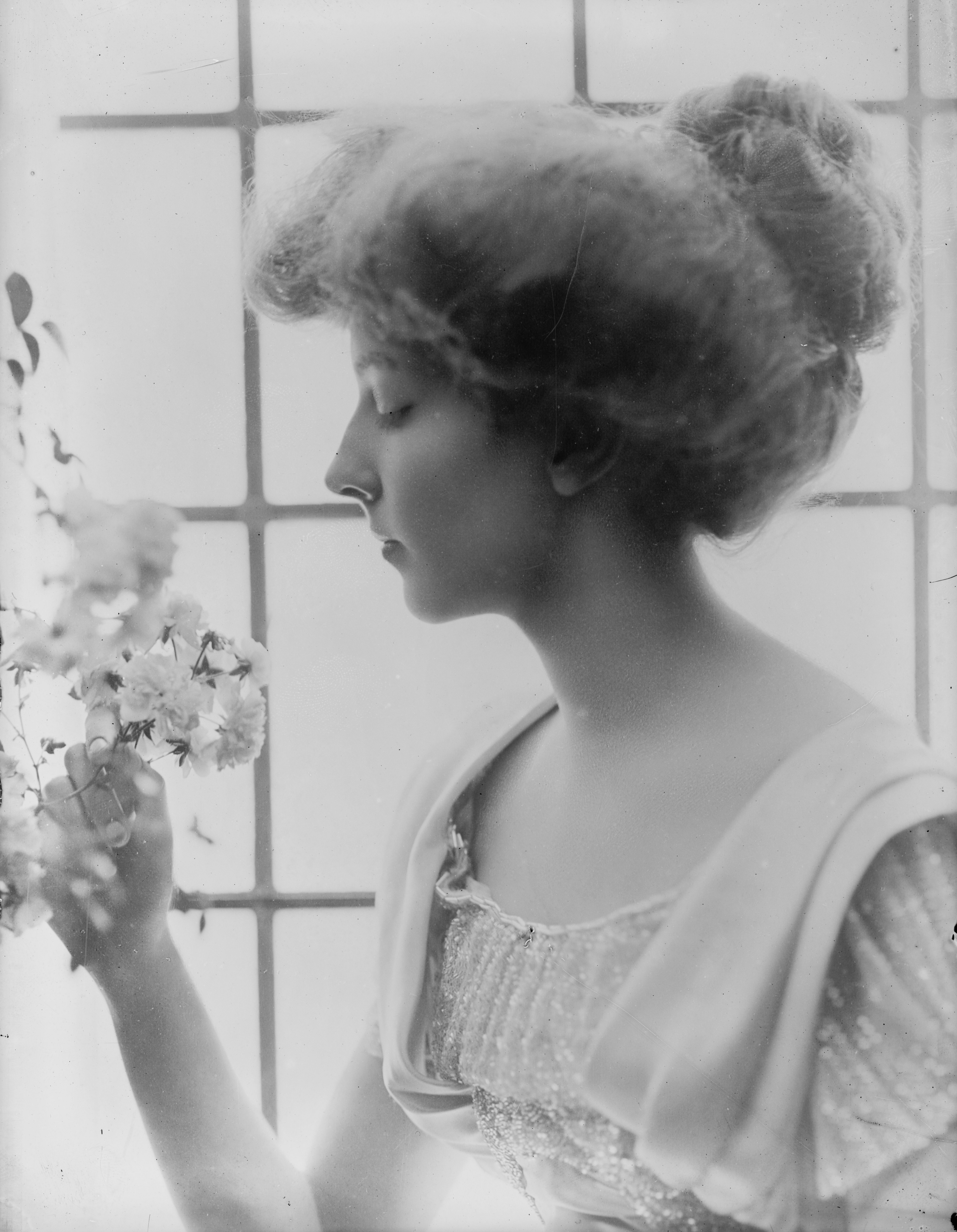
Anita Stewart, soția Miguel de Bragança.

La Londra, la 9 iulie 1909 s-a anunțat logodna lui Miguel cu o moștenitoare americană, Anita Stewart. Stewart era fiica lui William Rhinelander Stewart și Annie Armstrong. După ce părinții ei au divorțat în august 1906, mama ei s-a căsătorit cu milionarul James Henry Smith.
Miguel și Anita Stewart s-au căsătorit la Castelul Tulloch în Scoția, la 15 septembrie 1909. A fost prima nuntă regală în Scoția de la Stuarți. La scurt timp după nuntă Stewart a fost numită Prințesă de Braganza de către împăratul austriac Francis Joseph.
După căsătorie, tatăl său i-a acordat titlul de Duce de Viseu, deși regele Portugaliei Manuel al II-lea nu a recunoscut acest lucru și a pretins titlul pentru el însuși.
La scurt timp după căsătoria lui, Miguel s-a confruntat cu o acțiune în justiție de la un sindicat care l-au împrumutat cu bani cu câțiva ani înainte de căsătorie, când a fost în dificultăți financiare. După ce a promis să plătească sindicatului o cincime din orice zestre va primi, ca urmare a căsătoriei, el a încercat să plătească doar ceea ce a împrumutat inițial.  Deși a plătit cea mai mare parte a creditorilor săi după nuntă, i s-a confiscat mobilierului și alte obiecte și le-au dus la o casă de licitație.
În 1911-1912 Miguel a luat parte la revoltele monarhiste din Portugalia conduse de Henrique Mitchell de Paiva Couceiro, într-o încercare nereușită de a răsturna Prima Republică Portugheză. El a fost, de asemenea, activ în strângerea de fonduri pentru a finanța revoltele.
După război, la 21 iulie 1920 Miguel a renunțat pentru el și descendenții săi la drepturile asupra tronului portughez. Zece zile mai târziu, tatăl său a renunțat de asemenea la drepturile sale în favoarea fiului său, Duarte Nuno, Duce de Braganza.